# Казакпаєв Абдисамет
Абдисамет Казакпаєв (Казакбаєв) (нар. 15 травня 1898, аул Кара-Кенгірської волості Атбасарського повіту Акмолінської області, тепер Улитауського району Карагандинської області, Республіка Казахстан — 26 липня 1959, тепер Республіка Казахстан) — радянський діяч, голова Президії Верховної Ради Казахської РСР. Член ЦК КП(б) Казахстану, член Бюро ЦК КП(б) Казахстану (1938—1947). Депутат Верховної Ради СРСР 1—2-го скликань (1937—1950).

## Біографія
Народився в селянській родині. З юних років працював у сільському господарстві в рідному аулі.
З 1924 року — секретар аульної ради в Казакській АРСР. У 1927—1928 роках — голова аульного комітету «Кошчи».
У 1928—1933 роках — секретар аульної ради, голова аульних (сільських) рад № 19 і № 6 Казакської АРСР.
Член ВКП(б) з 1932 року.
У 1933—1937 роках — голова колгоспу імені Будьонного в Акмолінському районі Казакської АРСР.
У 1937—1938 роках — заступник голови виконавчого комітету Акмолінської районної ради Казахської РСР.
З січня по липень 1938 року — в.о. голови виконавчого комітету Карагандинської обласної ради Казахської РСР.
16 липня 1938 — 18 березня 1947 року — голова Президії Верховної Ради Казахської РСР. Одночасно 31 травня 1939 — 4 лютого 1948 року — заступник голови Президії Верховної Ради СРСР.
У 1947—1951 роках — голова виконавчого комітету Кіровської районної ради депутатів трудящих Казахської РСР.
З 1951 року — персональний пенсіонер. Помер після тривалої хвороби.

## Нагороди
- два ордени Леніна
- орден Трудового Червоного Прапора
- медаль «За доблесну працю у Великій Вітчизняній війні 1941—1945 рр.»